# Euclystis epidromiaelineata
Euclystis epidromiaelineata is een vlinder uit de familie van de spinneruilen (Erebidae). De wetenschappelijke naam van de soort is voor het eerst geldig gepubliceerd in 1972 door Feige.